# Bettinus (cràter)
Bettinus és un cràter d'impacte de la Lluna situat a prop de l'extremitat sud-oest. Per la seva ubicació, quan s'observa des de la Terra té una forma clarament ovalada causa de l'escorç. Al sud de la vora es troba el cràter Kircher de mida similar, i al nord-oest apareix Zucchius, una mica més petit. Des de l'oest cap al sud-oest, està situada la gegantina formació del cràter Bailly.

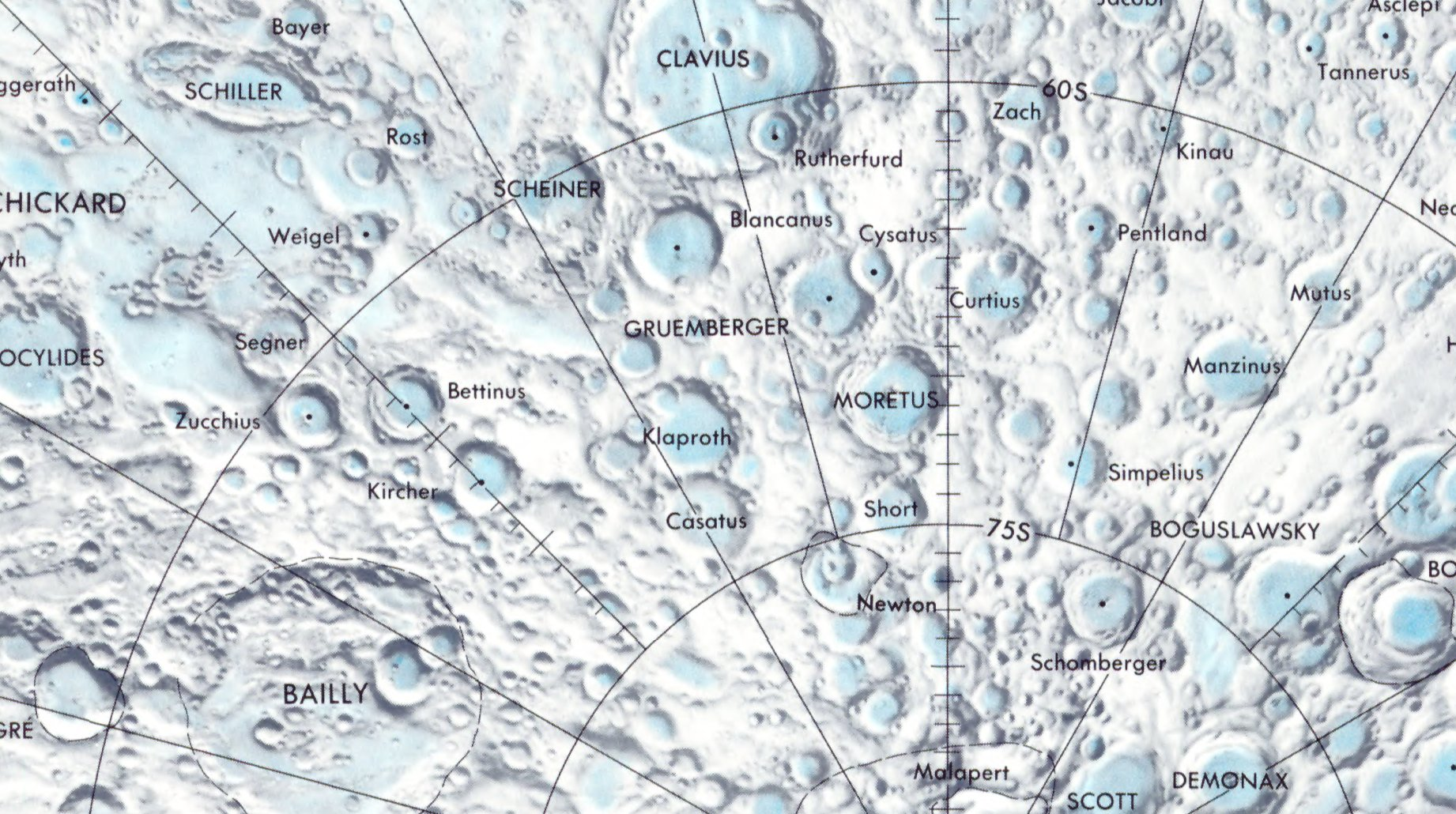
Localització de Bettinus (centre esquerra de la imatge)
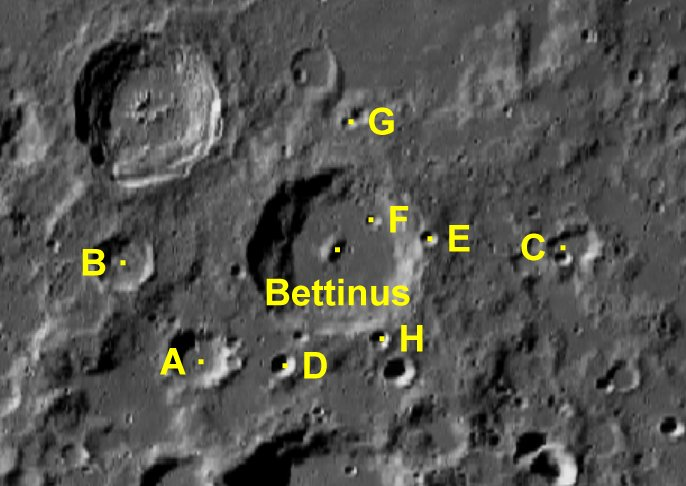
Cràters satèl·lit

La vora de Bettinus està lleugerament desgastada, amb una paret interior que és més ampla cap al nord-oest. El sòl interior és relativament pla, amb una elevació central que està desplaçada cap a l'oest del punt mig. Hi ha un petit cràter al llarg de la vora oriental.
Bettinus es troba al sud de la Conca Schiller-Zucchius.

## Cràters satèl·lit
Per convenció aquests elements són identificats en els mapes lunars posant la lletra en el costat del punt central del cràter que està més proper a Bettinus.
| Bettinus | Coordenades                            | Diàmetre |
| -------- | -------------------------------------- | -------- |
| A        | 64° 53′ S, 49° 02′ O / 64.88°S,49.03°O | 26 km    |
| B        | 63° 32′ S, 51° 19′ O / 63.54°S,51.31°O | 25 km    |
| C        | 63° 20′ S, 38° 05′ O / 63.33°S,38.09°O | 23 km    |
| D        | 65° 00′ S, 46° 37′ O / 65.00°S,46.61°O | 10 km    |
| E        | 63° 13′ S, 42° 23′ O / 63.21°S,42.38°O | 8 km     |
| F        | 62° 58′ S, 44° 01′ O / 62.97°S,44.02°O | 7 km     |
| G        | 61° 36′ S, 44° 44′ O / 61.60°S,44.74°O | 6 km     |
| H        | 64° 37′ S, 43° 49′ O / 64.62°S,43.82°O | 8 km     |